# Madison Street (Chicago)
Pour les articles homonymes, voir Madison Street.

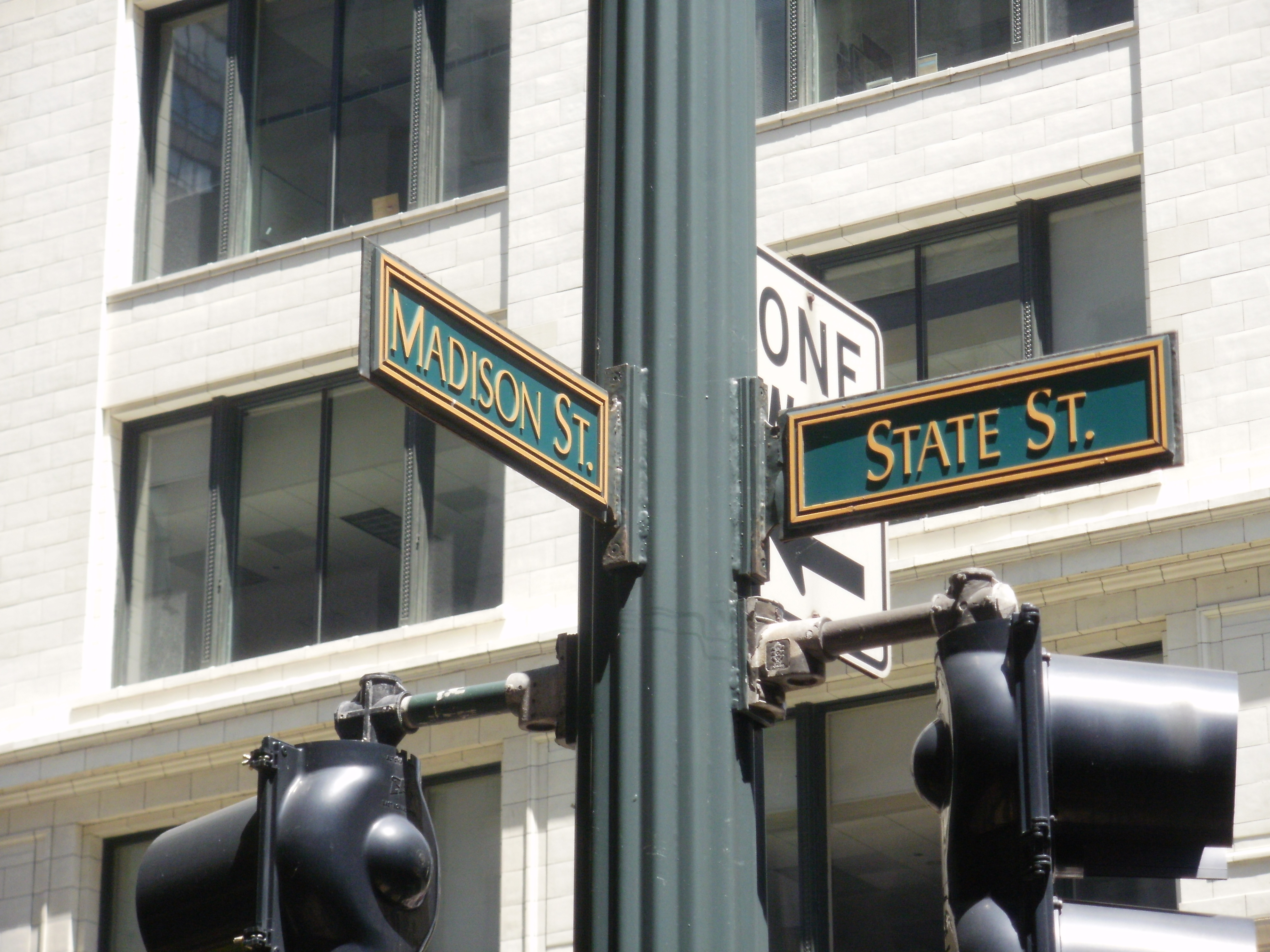
Panneau d'intersection entre Madison Street et State Street à Chicago.

Madison Street est une importante artère est-ouest de la ville de Chicago, dans l'État de l'Illinois.

## Origine du nom
« Madison Street », nommée d'après James Madison (1751-1836) président des États-Unis, de 1809 à 1817.

## Historique
Avant l'intervention de l'homme, la rivière Chicago se déversait naturellement dans le lac Michigan, au niveau de l'intersection actuelle de Madison Street et de Michigan Avenue.
Par une décision prise en 1908 par le conseil municipal de Chicago, Madison sert de démarcation nord-sud dans le système de numérotation des rues de la ville de Chicago, tandis que State Street sert de démarcation est-ouest. À un moment donné, l'intersection entre les deux rues était considérée comme étant la plus fréquentée au monde. 

## Bâtiments remarquables et lieux de mémoire
Les constructions et bâtiments les plus remarquables situés le long de Madison Street incluent le Carson, Pirie, Scott and Company Building, la Chase Tower, le Three First National Plaza, le Chicago Civic Opera House, le Citigroup Center, et le stade de l'United Center.